# Frans Hogenbirk
Franciscus Hogenbirk (ur. 18 marca 1918 w Groningen, zm. 13 września 1998) – holenderski piłkarz, pomocnik. Uczestnik mistrzostw świata z roku 1938. Nie zagrał w żadnym spotkaniu. Podczas kariery piłkarza występował w drużynie Be Quick 1887, której trenerem został w latach pięćdziesiątych.